# Joyland (regény)
A Joyland Stephen King amerikai író 2013-ban megjelent regénye, amely Amerikában egy krimisorozat (Hard Case Crime) részeként jelent meg. Ez a második ilyen kötete A coloradói kölyök után.

## Cselekmény
|  | Alább a cselekmény részletei következnek! |

A regény Joylandben, egy észak-karolinai vidámparkban játszódik 1973-ban, ahol évekkel ezelőtt brutálisan meggyilkoltak egy lányt, akinek szelleme azóta kísért az elvarázsolt kastélyban.
Ide érkezik nyári munkára Devin Jones, a New Hampshire Egyetem diákja, aki magánéleti válságban van. Barátnője elhagyta és fogalma sincs, mihez kezdjen az életével. Amikor tudomására jut Joyland titka, elkezd nyomozni, hogy kiderítse, ki lehetett a gyilkos. Joyland jósnője megjósolja neki, hogy a nyáron találkozni fog két gyermekkel, egy piros sapkás kislánnyal és egy kutyás fiúval. Nem sokkal később Devin megmenti egy piros sapkás lány életét...
|  | Itt a vége a cselekmény részletezésének! |

## Magyarul
- Joyland; ford. Soproni András; Európa, Bp., 2014